# Butch Walts
Butch Walts (Modesto, 4 giugno 1955) è un ex tennista statunitense.

## Carriera
In carriera ha vinto 4 titoli in singolare e 15 titoli di doppio. Nei tornei del Grande Slam ha ottenuto il suo miglior risultato agli US Open raggiungendo le semifinali di doppio misto nel 1977, i quarti di finale nel singolare nel 1978 e nel doppio nel 1980, in coppia con Andrew Pattison.

## Statistiche

### Singolare

#### Vittorie (4)
| Numero | Anno | Torneo                                     | Superficie | Avversario in finale | Punteggio     |
| 1.     | 1976 | Boca West International, Boca Raton        | Cemento    | Cliff Richey         | 3-6, 6-4 6-4  |
| 2.     | 1977 | Pacific Coast Championships, San Francisco | Sintetico  | Brian Gottfried      | 4-6, 6-3, 7-5 |
| 3.     | 1979 | Dayton Open, Dayton                        | Sintetico  | Marty Riessen        | 6-3, 6-4      |
| 4.     | 1979 | Bologna Indoor, Bologna                    | Sintetico  | Gianni Ocleppo       | 6–3, 6–2      |

### Doppio

#### Vittorie (15)
| Numero | Anno | Torneo                                     | Superficie | Compagno         | Avversari in finale               | Punteggio     |
| 1.     | 1976 | Hong Kong Open, Hong Kong                  | Cemento    | Hank Pfister     | Anand Amritraj Ilie Năstase       | 6–4, 6–2      |
| 2.     | 1977 | Dayton Open, Dayton                        | Sintetico  | Hank Pfister     | Jeff Borowiak Andrew Pattison     | 6-4, 7-6      |
| 3.     | 1978 | Atlanta Open, Atlanta                      | Cemento    | John Alexander   | Mike Cahill Marcelo Lara          | 3-6, 6-4, 7-6 |
| 4.     | 1978 | ATP Taipei, Taipei                         | Sintetico  | Sherwood Stewart | Mark Edmondson John Marks         | 6-2, 6-7, 7-6 |
| 5.     | 1980 | Los Angeles Open, Los Angeles              | Cemento    | Brian Teacher    | Anand Amritraj John Austin        | 6-2, 6-4      |
| 6.     | 1980 | Hall of Fame Tennis Championships, Newport | Erba       | Andrew Pattison  | Fritz Buehning Peter Rennert      | 7-6, 6-4      |
| 7.     | 1980 | Atlanta Open, Atlanta                      | Cemento    | Tom Gullikson    | Anand Amritraj John Austin        | 6-7, 7-6, 7-5 |
| 8.     | 1980 | Bologna Indoor, Bologna                    | Sintetico  | Balázs Taróczy   | Steve Denton Paul McNamee         | 2–6, 6–3, 6–0 |
| 9.     | 1981 | Denver Open, Denver                        | Sintetico  | Andrew Pattison  | Mel Purcell Dick Stockton         | 6–3, 6–4      |
| 10.    | 1981 | Tampa Open, Tampa                          | Cemento    | Bernard Mitton   | David Carter Paul Kronk           | 6–3, 3–6, 6–1 |
| 11.    | 1981 | Frankfurt Grand Prix, Francoforte          | Sintetico  | Brian Teacher    | Vitas Gerulaitis John McEnroe     | 7–5, 6–7, 7–5 |
| 12.    | 1981 | Los Angeles Open, Los Angeles              | Cemento    | Tom Gullikson    | John McEnroe Ferdi Taygan         | 6-4, 6-4      |
| 13.    | 1983 | Ferrara Open, Ferrara                      | Sintetico  | Bernard Mitton   | Stanislav Birner Stefan Simonsson | 7-6, 0-6, 6-3 |
| 14.    | 1984 | Congoleum Classic, La Quinta               | Cemento    | Bernard Mitton   | Scott Davis Ferdi Taygan          | 4–6, 6–4, 7–6 |
| 15.    | 1984 | Hawaiian Open, Honolulu                    | Cemento    | Gary Donnelly    | Mark Dickson Mike Leach           | 7–6, 6–4      |